# Nymphicula perirrorata
Nymphicula perirrorata là một loài bướm đêm trong họ Crambidae.